# Demolição

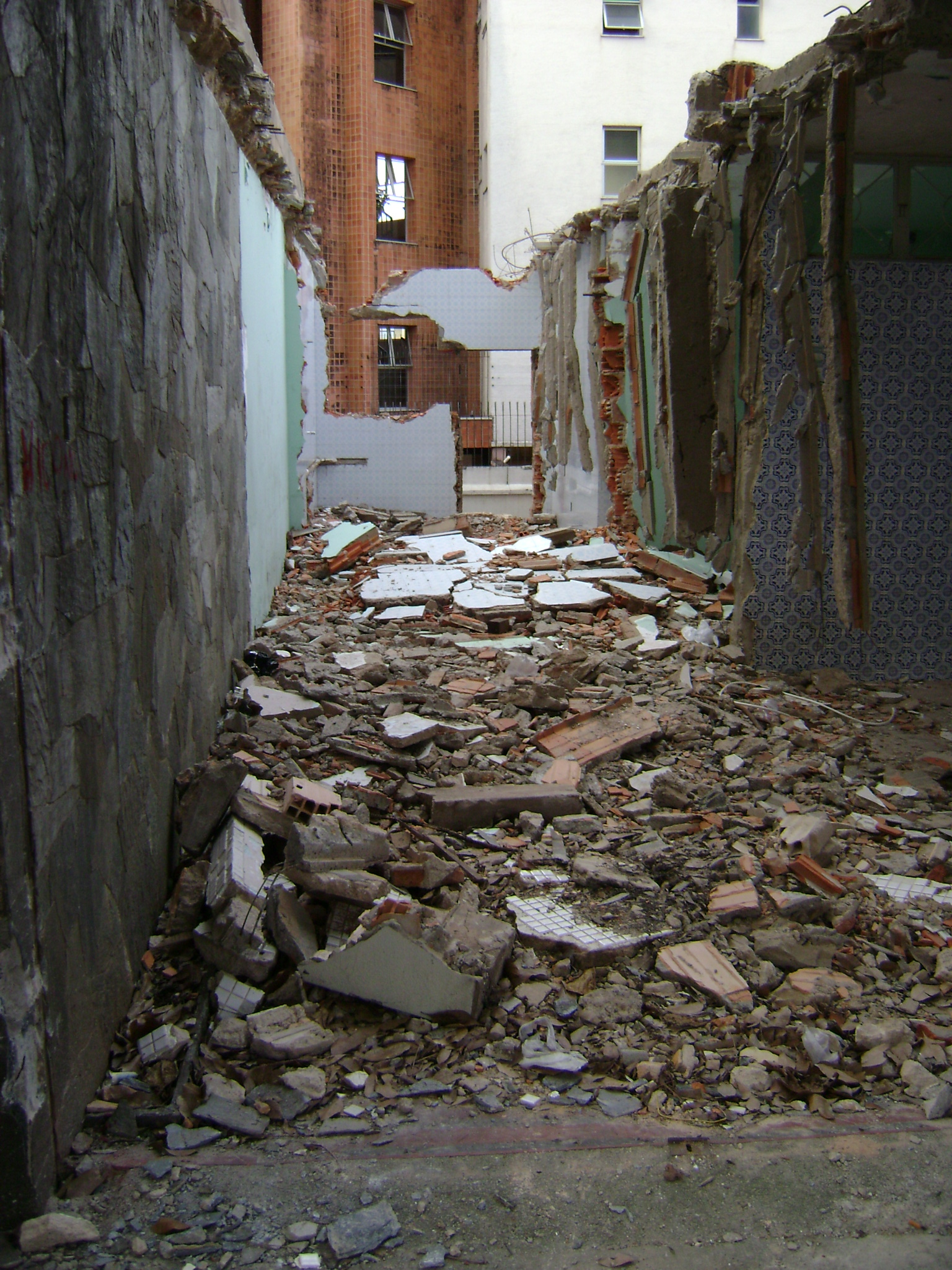
Demolição da varanda de um edifício, em Belo Horizonte.

Demolição é o ato de se destruir de forma deliberada alguma construção a fim de dar outro destino ao espaço antes ocupado por ela.
Existem diversas técnicas de demolição entre as quais podemos citar:
- Com recurso a equipamento mecânico
- Através de processos térmicos
- Por uso controlado de explosivos (implosão ou explosão)
- Por abrasão
- Processos elétricos
- Processos químicos

A demolição, para ser realizada, deve seguir normas técnicas e de segurança a fim de evitar ocorrência de fatos indesejados, como prejuízos ao patrimônio, à saúde ou à vida das pessoas que nela trabalham ou venham a ter contato.

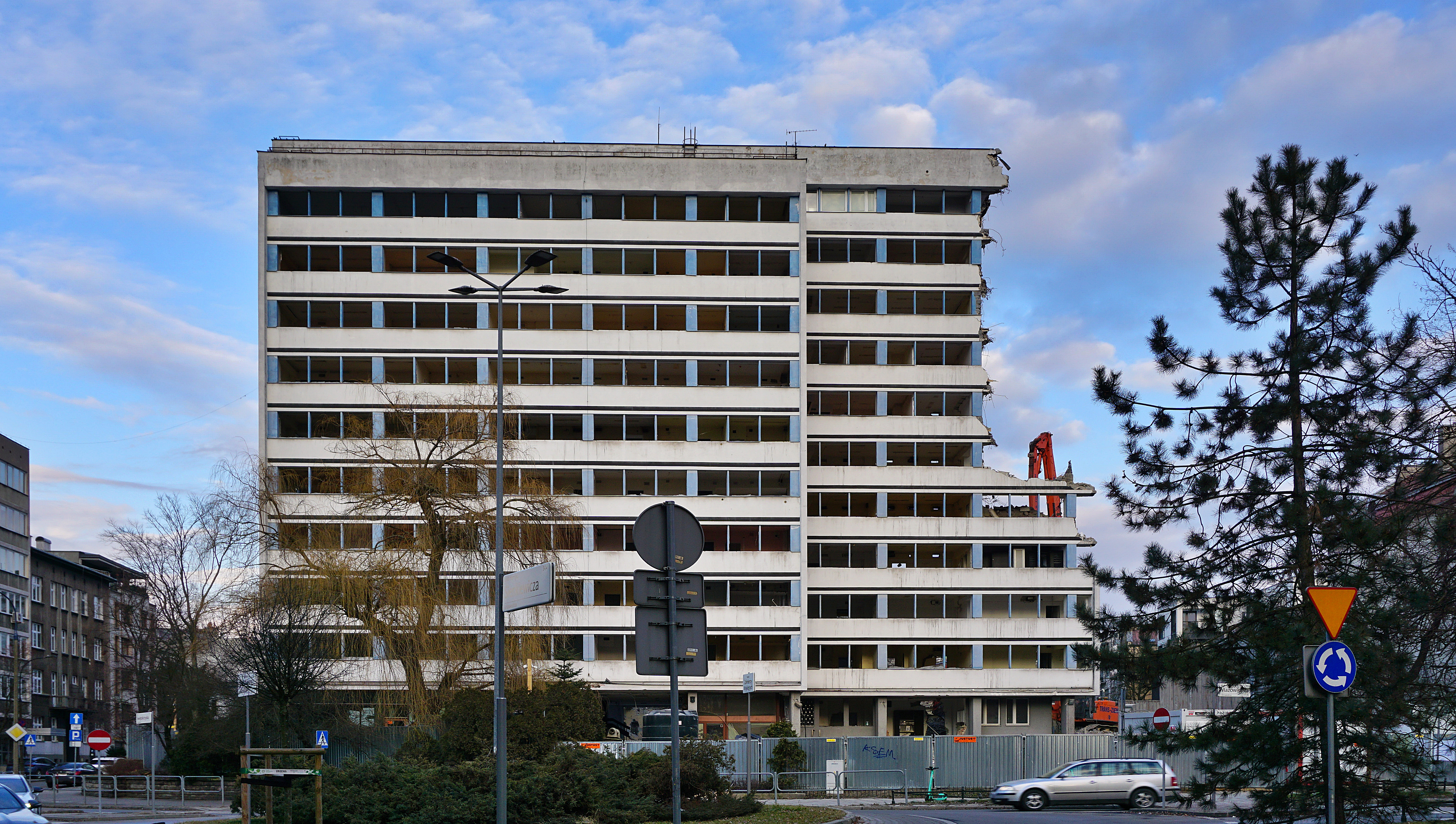
Demolição do edifício em Cracóvia na Rua Mazowiecka, 21

Os meios urbanos expandem-se cada vez mais e as necessidades de uma população crescente implicam melhores condições a todos os níveis. Cidades muito antigas apresentam na sua maioria plantas irregulares que congestionam o fluxo de pessoas e bens nestes territórios, bem como apresentam edifícios muitas vezes velhos e sem condições de segurança. As estruturas, após um determinado período de tempo, vão se deteriorando. Quando elas chegam ao ponto de já não poderem ser utilizadas ou serem consideradas inseguras, acaba por vezes ser mais econômico demoli-las do que restaurá-las.
Demolir um edifício velho e construir um moderno em seu lugar, será mais seguro bem como irá favorecer o aspecto da zona em causa. Assim, a Demolição surge como um dos instrumentos capazes de manter o bom funcionamento das cidades contribuindo para um desenvolvimento sustentável.
O avanço da tecnologia proporciona o aparecimento de variados métodos de demolição de edifícios com vista à substituição de estruturas em más condições por novas construções, integradas num contexto social fundamental para o desenvolvimento e progresso do mundo moderno. A indústria da demolição e reciclagem de materiais apresenta-se, assim, como um esforço constante de mudança e de adaptação das condições humanas ao meio ambiente.